# Ниблок, Фил
Филипп Эрл Ниблок (англ. Phill Niblock, 2 октября 1933 года — 8 января 2024 года) — американский композитор, режиссёр и видеооператор.
С 1985 года возглавлял Experimental Intermedia, некоммерческую организацию, оказывающую поддержку художникам, работающим в интермедийных формах, проводящую концерты экспериментальной музыки и другие интермедийные работы, в которых принимают участие как американские, так и зарубежные композиторы и исполнители; Experimental Intermedia является одной из главных площадок для презентации новых проектов в Нью-Йорке, управляет также собственным лейблом звукозаписи XI Records, разрабатывает и реализует международные проекты в сотрудничестве с организациями-единомышленниками разного уровня для создания и презентации инновационной, технически сложной музыки и интермедийного искусства. 

## Биография
Филипп Ниблок родился в Андерсоне, штат Индиана, 2 октября 1933 года в семье Герберта и Тельмы Ниблок.
Филипп учился в Университете Индианы и получил степень бакалавра экономики в 1956 году. После окончания учёбы он отслужил в армии США, а в 1958 году переехал в Нью-Йорк, где работал фотографом и режиссёром. В основном в это время он занимался фотографированием и съемками джазовых музыкантов и современных танцоров. Нечто вроде прозрения произошло с ним во время езды на мотоцикле по Аппалачским горам: Ниблок поднимался на съёмку позади медленно движущегося дизельного грузовика и почти синхронизировал обороты двигателя своего мотоцикла с двигателем автомобиля. "Сильное физическое ощущение звуков работы двух двигателей, работающих на немного разных частотах, погрузило его в такой транс, что он чуть не сбился с пути.
Первые музыкальные композиции Ниблока датируются 1968 годом. Необычно то, что даже среди авангардных композиторов его поколения у него не было формального музыкального образования. В качестве стимула он назвал музыкальную деятельность Нью-Йорка в 1960-х годах (и отдельные памятные выступления, такие как премьера произведений Мортона Фельдмана «Durations»). Все его композиции были созданы скорее интуитивно, чем систематически. Все его ранние работы были сделаны с помощью магнитофонной ленты, путем наложения необработанных записей точно настроенных длинных тонов, сыгранных на традиционных инструментах, на четыре, восемь или шестнадцать дорожек. С конца 1990-х годов его музыка создается с помощью компьютерных технологий, в частности, с помощью Pro Tools на компьютере Macintosh. Его поздние работы, соответственно, более плотные по фактуре и иногда включают до сорока композиций.
Ниблок также снял ряд фильмов и видеороликов, в том числе несколько из серии под названием «Движение работающих людей». Сериал снимался в основном в сельской местности во многих странах и регионах мира (Китай, Бразилия, Португалия, Лесото, Пуэрто-Рико, Гонконг, Арктика, Мексика, Венгрия, Адирондак, Перу) в период с 1973 по 1991 год. Фильмы повествуют о повседневной работе, часто в сельском хозяйстве или на море, и отличаются суровым реализмом, постоянным использованием длинных планов, ограниченным движением камеры и поразительным сочетанием документального содержания и ярких цветов. Эти сцены движения человеческого ручного труда трактуются абстрактно, без явных антропологических или социологических комментариев. Как и в своей музыке, Ниблок противопоставляет статическую поверхность произведения активной, разнообразной фактуре ритма и формы, достигаемой посредством движения тел внутри кадра; Именно это Ниблок считал главной темой своих фильмов.
Музыкальные выступления Ниблока ставились в различных художественных учреждениях, включая Kitchen, Музей современного искусства, Институт мировой музыки в Меркин-холле и Центр визуальных искусств Карпентера. В начале 2013 года его разнообразная творческая карьера стала темой ретроспективной выставки под названием «Nothin’ but Working», куратором которой выступил Матье Коупленд. Выставка была реализована в партнерстве между Circuit (Центром современного искусства Лозанны) и Елисейским музеем в Лозанне. Ретроспектива гастролировала в 2015 и 2016 годах под названием «Филл Ниблок, работая над названием Dům umění, Dům pánů z Kunštátu» в Брно, Чешская Республика. Каталог, посвященный широкому творчеству Ниблока в области медиа, «Филл Ниблок, ничего, кроме работы», написанный и отредактированный Матье Коуплендом, был опубликован в 2023 году издательством Verlag der buchhandlung Walther und Franz Koenig.
С 1971 по 1998 год Ниблок преподавал в колледже Статен-Айленда, входящем в состав Городского университета Нью-Йорка.
Музыка Ниблока представляет собой исследование звуковых текстур, созданных с помощью множества тонов в очень плотных, часто атональных настройках (обычно микротональных по замыслу), исполняемых в течение длительных промежутков времени. Наложение длинных тонов, лишь слегка различающихся по высоте, создает множество ритмов и порождает сложные обертонные узоры и другие захватывающие психоакустические эффекты. Сочетание, казалось бы, статичных поверхностных текстур и чрезвычайно активного гармонического движения рождает весьма оригинальную музыку, которая, хотя и имеет нечто общее с ранним минимализмом, основанным на дроуне, совершенно отличается по звучанию и технике. Творчество Ниблока продолжает оказывать влияние на целое поколение музыкантов, особенно на молодых исполнителей самых разных музыкальных жанров.
Процесс сочинения Ниблока обычно начинается с записи отдельных, абсолютных тонов, сыгранных определенным музыкантом, при этом дыхание, атака и затухание вырезаются; Эти отдельные тона затем накладываются друг на друга, создавая монументальный, непрерывный звук. Сотрудничество с такими музыкантами имело решающее значение для его композиторской карьеры, и среди музыкантов, с которыми он работал, были Дэвид Гибсон, работавший над виолончельными произведениями 1970-х годов; Петр Котик, Сьюзен Стенгер и Эберхард Блюм о четырех полных флейтах; Рафаэль Торал, Дэвид Фёрст, Ли Ранальдо, Терстон Мур, Сьюзан Стенгер и Роберт Посс на Guitar Too, для Four (G2,44+1x2); Ульрих Кригер, Кэрол Робинсон, Каспар Т. Теплиц и Райнхольд Фридль о сенсорной еде; Дэйв Солджер и струнный квартет Солджер записывают еще пять струнных квартетов, Ранняя зима; и многие другие. В последнее десятилетие своей жизни он создал несколько произведений для оркестра: Disseminate, Three Orchids (для трех оркестров), Tow for Tom (для двух оркестров) и 4 Chorch + 1, последнее было написано по заказу Дней музыки в Остраве в 2007 году. хор и оркестр с солирующим баритоном (Томас Бакнер). Премьерами всех этих произведений дирижировал Петр Котик.
Во время выступления живые музыканты могут играть, перемещаясь по залу и изменяя звуковую фактуру посредством усиления или вмешательства в существующие настройки. Одновременно с этим Ниблок обычно сопровождал выступления демонстрацией своих фильмов и видеороликов (часто из серии «Движение работающих людей» или созданных на компьютере черно-белых абстрактных изображений, плывущих во времени). Эти перформансы делились на два типа: (1) инсталляция продолжительностью в несколько часов, в которой музыкальные произведения воспроизводятся последовательно, с длинным циклом из нескольких часов работы перед повторением и с несколькими изображениями, которые демонстрируются одновременно; или (2) представление, включающее в себя несколько одновременных музыкальных произведений и фильмов, обычно длящееся от одного до трех часов. В своих выступлениях Ниблок обычно проецировал три (или более) киноизображения одновременно на большие экраны шириной от трёх до четырёх метров. Музыка воспроизводилась с помощью стерео- или счетверённых кассет, при этом в углах помещения располагалось четыре или более динамиков. Его более поздние видеоработы воспроизводились по отдельности или несколькими одновременно, с использованием больших видеомониторов.
В 1968 году Ниблок стал художником-участником фонда Экспериментальные медиа Элейн Саммерс, часто устраивая живые музыкальные мероприятия для фонда в своем лофте в Чайнатауне, куда приходили такие музыканты, как Артур Рассел, Джон Кейдж и Дэвид Берман В 1985 году Ниблок стал директором Фонда экспериментальных медиа и занимал эту должность до своей смерти в 2024 году. В 1994 году Ниблок получил премию Фонда современного искусства «Гранты художникам», а в 2014 году — премию Джона Кейджа от Фонда современного искусства. С 1973 года он был продюсером музыкальных и медиапрезентаций в EI (около 1000 выступлений) и куратором лейбла EI XI Records. В 1993 году он открыл дом с галереей окон по адресу Сассекаай 45 в Генте, Бельгия, а в 1997 году координационный комитет — Фил Ниблок, Мария Блондель, Зюул Девенс, Ливе Д’Хондт и Людо Энгельс — основал бельгийскую организацию the Experimental Intermedia v.z.w.
Музыка Филла Ниблока доступна на лейблах XI, Moikai, Mode Records и Touch. Двусторонний DVD с фильмами и музыкой общей продолжительностью около четырёх часов доступен на лейбле Extreme.
Фил Ниблок приезжал с выступлениями в Россию.
Ниблок скончался в больнице в Нью-Йорке 8 января 2024 года от сердечной недостаточности.